# Ian Dewhurst
Ian Dewhurst (ur. 13 listopada 1990) – australijski lekkoatleta specjalizujący się w biegu na 400 metrów przez płotki. 
W 2013 zdobył brąz uniwersjady w Kazaniu. Medalista mistrzostw Australii.
Rekord życiowy w biegu na 400 metrów przez płotki: 49,52 (6 kwietnia 2014, Melbourne).

## Osiągnięcia
| Rok  | Impreza                    | Miejsce | Konkurencja                     | Lokata     | Wynik   |
| ---- | -------------------------- | ------- | ------------------------------- | ---------- | ------- |
| 2013 | Uniwersjada                | Kazań   | bieg na 400 metrów przez płotki | 3. miejsce | 49,96   |
| 2013 | Uniwersjada                | Kazań   | sztafeta 4 × 400 metrów         | 6. miejsce | 3:08,82 |
| 2014 | Igrzyska Wspólnoty Narodów | Glasgow | bieg na 400 metrów przez płotki | eliminacje | 50,45   |